# Pradosia cuatrecasasii
Espèce
Classification phylogénétique
Statut de conservation UICN

 VU D2 : Vulnérable
Pradosia cuatrecasasii est une espèce de plantes à fleurs de la famille des Sapotaceae. C'est un arbre originaire de Colombie. 

## Description
C'est un arbre.

## Répartition
L'espèce est endémique aux forêts primaires de plaine du département de Valle del Cauca.